# Serie A1 i volleyboll 2002–2003 (damer)
Serie A1 2002-2003 utspelade sig mellan 5 oktober 2002 och 11 maj 2003. Det var den 66:e upplagan av turneringen, som utser de italienska mästarna i volleyboll. Pallavolo Sirio Perugia blev italienska mästare för första gången genom att besegra AGIL Volley i finalen. Taismary Agüero var främsta poängvinnare (i grundserien) med 422 poäng.

## Regelverk

### Format
- Tävlingen bestod av en grundserie, där alla möte alla, både hemma och borta, och ett slutspel i cupformat.
- De åtta första lagen i serien genomförde sedan en slutspelscup. Alla möten spelades i bäst av fem matcher.
- De två sista lagen i serien flyttades ner till Serie A2 (dock flyttades bara ett lag ner p.g.a spelresultat då Romanelli Volley drog sig ur serien).

### Rankningskriterier
Om slutresultatet blev 3-0 eller 3-1 tilldelades 3 poäng till det vinnande laget och 0 till det förlorande laget, om slutresultatet blev 3-2 tilldelades 2 poäng till det vinnande laget och 1 till det förlorande laget. Rankningsordningen i serien definierades utifrån:
- Poäng
- Antal vunna matcher
- Kvot vunna / förlorade set
- Kvot vunna / förlorade poäng.

## Deltagande lag
Tolv lag deltog i serien. Nyuppflyttade från Serie A2 var Volley 2002 Forlì, som vann serien och Volley 2000 Spezzano, som vann kvalet. Virtus Reggio Calabria drog sig ur före spelstart och deras spellicens togs över av Pallavolo Reggio Emilia. Under det pågående mästerskapet drog sig Romanelli Volley ur turneringen. Deras resultat ströks.
| Klubb                     | Stad               | Hemmaplan                  | Föregående säsong                        |
| ------------------------- | ------------------ | -------------------------- | ---------------------------------------- |
| Volley Bergamo            | Bergamo            | PalaNorda                  | 1:a i Serie A1; Italienska mästare       |
| Romanelli Volley          | Florens            | Palazzetto dello Sport     | 10:a i Serie A1                          |
| Volley 2002 Forlì         | Forlì              | PalaGalassi                | 1:a i Serie A2                           |
| Giannino Pieralisi Volley | Jesi               | PalaTriccoli               | 6:a i Serie A1; Kvartsfinal i slutspelet |
| Volley Modena             | Modena             | PalaPanini                 | 2:a i Serie A1; Kvartsfinal i slutspelet |
| AGIL Volley               | Novara             | PalaDalLago                | 3:a i Serie A1; Final i slutspelet       |
| Pallavolo Palermo         | Palermo            | PalaUditore                | 9:a i Serie A1                           |
| Pallavolo Sirio Perugia   | Perugia            | PalaEvangelisti            | 4:a i Serie A1; Semifinal i slutspelet   |
| Olimpia Ravenna           | Ravenna            | PalaDeAndrè                | 5:a i Serie A1; Kvartsfinal i slutspelet |
| Pallavolo Reggio Emilia   | Reggio nell'Emilia | PalaBigi                   | 12:a i Serie A1                          |
| Volley 2000 Spezzano      | Spezzano           | PalaPaganelli (i Sassuolo) | 4:a i Serie A2; Vinnare kvalet           |
| Vicenza Volley            | Vicenza            | Palasport Stad di Vicenza  | 7:a i Serie A1; Semifinal i slutspelet   |

## Turneringen

### Grundserien

#### Resultat[2]
| Första omgången               |                       |     |                                   |
|                               |                       |     |                                   |
| Lag som inte spelade: Ravenna |                       |     |                                   |
| 06-10                         | Palermo-Modena        | 0-3 | 14-25, 12-25, 8-25                |
| 06-10                         | Spezzano-Novara       | 2-3 | 19-25, 25-20, 18-25, 25-23, 13-15 |
| 06-10                         | Bergamo-Reggio Emilia | 3-0 | 25-18, 25-16, 25-20               |
| 06-10                         | Perugia-Forlì         | 3-0 | 25-12, 25-21, 25-21               |
| 05-10                         | Vicenza-Jesi          | 0-3 | 20-25, 26-28, 15-25               |

| Andra omgången                |                       |     |                            |
|                               |                       |     |                            |
| Lag som inte spelade: Bergamo |                       |     |                            |
| 13-10                         | Modena-Vicenza        | 3-1 | 16-25, 25-21, 25-16, 25-20 |
| 13-10                         | Novara-Palermo        | 3-0 | 25-16, 25-12, 25-12        |
| 12-10                         | Reggio Emilia-Perugia | 0-3 | 18-25, 22-25, 10-25        |
| 13-10                         | Forlì-Ravenna         | 1-3 | 26-28, 25-18, 17-25, 23-25 |
| 13-10                         | Jesi-Spezzano         | 3-0 | 28-26, 25-18, 25-23        |

| Tredje omgången                |                       |     |                                   |
|                                |                       |     |                                   |
| Lag som inte spelade: Spezzano |                       |     |                                   |
| 20-10                          | Perugia-Novara        | 3-0 | 25-13, 25-21, 25-18               |
| 19-10                          | Bergamo-Jesi          | 3-2 | 23-25, 25-14, 25-16, 13-25, 15-10 |
| 20-10                          | Palermo-Ravenna       | 2-3 | 21-25, 25-20, 29-31, 25-22, 12-15 |
| 20-10                          | Modena-Forlì          | 3-0 | 25-21, 25-19, 25-17               |
| 20-10                          | Vicenza-Reggio Emilia | 3-0 | 25-18, 25-15, 25-18               |

| Fjärde omgången            |                       |     |                            |
|                            |                       |     |                            |
| Lag som inte spelade: Jesi |                       |     |                            |
| 27-10                      | Novara-Modena         | 3-0 | 25-22, 25-15, 26-24        |
| 27-10                      | Spezzano-Perugia      | 0-3 | 21-25, 23-25, 20-25        |
| 27-10                      | Palermo-Vicenza       | 3-1 | 18-25, 25-20, 25-21, 26-24 |
| 27-10                      | Forlì-Bergamo         | 0-3 | 21-25, 21-25, 21-25        |
| 27-10                      | Ravenna-Reggio Emilia | 1-3 | 25-23, 24-26, 21-25, 13-25 |

| Femte omgången              |                    |     |                                   |
|                             |                    |     |                                   |
| Lag som inte spelade: Forlì |                    |     |                                   |
| 02-10                       | Novara-Bergamo     | 3-2 | 25-21, 16-25, 19-25, 25-15, 17-15 |
| 03-10                       | Perugia-Palermo    | 3-0 | 25-13, 25-11, 25-21               |
| 03-10                       | Vicenza-Spezzano   | 3-2 | 26-24, 18-25, 20-25, 25-22, 15-11 |
| 03-10                       | Ravenna-Modena     | 1-3 | 17-25, 21-25, 25-20, 24-26        |
| 03-10                       | Reggio Emilia-Jesi | 0-3 | 21-25, 15-25, 16-25               |

| Sjätte omgången               |                        |     |                                   |
|                               |                        |     |                                   |
| Lag som inte spelade: Palermo |                        |     |                                   |
| 10-11                         | Vicenza-Novara         | 1-3 | 18-25, 19-25, 25-20, 23-25        |
| 10-11                         | Modena-Perugia         | 3-2 | 25-19, 24-26, 25-21, 21-25, 16-14 |
| 10-11                         | Bergamo-Ravenna        | 3-0 | 25-19, 25-23, 25-20               |
| 10-11                         | Jesi-Forlì             | 2-3 | 25-18, 25-21, 24-26, 13-25, 13-15 |
| 10-11                         | Spezzano-Reggio Emilia | 3-0 | 25-16, 25-23, 25-19               |

| Sjunde omgången              |                      |     |                                   |
|                              |                      |     |                                   |
| Lag som inte spelade: Modena |                      |     |                                   |
| 17-11                        | Perugia-Vicenza      | 3-0 | 25-16, 25-22, 25-21               |
| 16-11                        | Reggio Emilia-Novara | 2-3 | 19-25, 21-25, 28-26, 25-20, 14-16 |
| 17-11                        | Bergamo-Palermo      | 3-0 | 25-18, 25-20, 29-27               |
| 17-11                        | Ravenna-Jesi         | 1-3 | 25-19, 21-25, 20-25, 15-25        |
| 16-11                        | Forlì-Spezzano       | 2-3 | 25-21, 25-21, 27-29, 20-25, 12-15 |

| Åttonde omgången              |                       |     |                            |
|                               |                       |     |                            |
| Lag som inte spelade: Perugia |                       |     |                            |
| 24-11                         | Novara-Ravenna        | 3-0 | 25-23, 25-11, 25-13        |
| 24-11                         | Spezzano-Bergamo      | 0-3 | 20-25, 15-25, 19-25        |
| 23-11                         | Modena-Jesi           | 1-3 | 23-25, 25-15, 17-25, 22-25 |
| 24-11                         | Vicenza-Forlì         | 3-1 | 25-18, 22-25, 25-23, 25-16 |
| 24-11                         | Palermo-Reggio Emilia | 1-3 | 20-25, 25-20, 20-25, 14-25 |

| Nionde omgången              |                      |     |                                   |
|                              |                      |     |                                   |
| Lag som inte spelade: Novara |                      |     |                                   |
| 08-12                        | Bergamo-Vicenza      | 2-3 | 25-23, 25-18, 21-25, 22-25, 9-15  |
| 08-12                        | Jesi-Perugia         | 3-2 | 25-21, 20-25, 28-26, 23-25, 15-11 |
| 03-12                        | Ravenna-Spezzano     | 1-3 | 25-22, 26-28, 24-26, 18-25        |
| 08-12                        | Reggio Emilia-Modena | 0-3 | 17-25, 16-25, 15-25               |
| 08-12                        | Forlì-Palermo        | 3-1 | 25-19, 25-21, 15-25, 25-20        |

| Tionde omgången               |                     |     |                                   |
|                               |                     |     |                                   |
| Lag som inte spelade: Vicenza |                     |     |                                   |
| 15-12                         | Modena-Bergamo      | 1-3 | 13-25, 26-24, 21-25, 20-25        |
| 15-12                         | Palermo-Spezzano    | 2-3 | 25-22, 13-25, 22-25, 25-22, 11-15 |
| 14-12                         | Perugia-Ravenna     | 3-0 | 25-21, 25-23, 25-13               |
| 14-12                         | Novara-Jesi         | 3-2 | 22-25, 25-21, 25-15, 35-37, 15-12 |
| 15-12                         | Reggio Emilia-Forlì | 2-3 | 21-25, 27-25, 25-23, 21-25, 13-15 |

| Elfte omgången                      |                 |     |                                   |
|                                     |                 |     |                                   |
| Lag som inte spelade: Reggio Emilia |                 |     |                                   |
| 21-12                               | Bergamo-Perugia | 3-2 | 18-25, 20-25, 25-22, 25-21, 15-12 |
| 22-12                               | Spezzano-Modena | 1-3 | 25-23, 14-25, 18-25, 23-25        |
| 22-12                               | Jesi-Palermo    | 3-0 | 25-19, 25-19, 25-21               |
| 21-12                               | Ravenna-Vicenza | 3-1 | 17-25, 25-20, 25-22, 25-18        |
| 22-12                               | Forlì-Novara    | 1-3 | 28-30, 17-25, 26-24, 23-25        |

| Tolfte omgången               |                       |     |                            |
|                               |                       |     |                            |
| Lag som inte spelade: Ravenna |                       |     |                            |
| 04-01                         | Modena-Palermo        | 3-0 | 25-12, 25-18, 25-20        |
| 05-01                         | Novara-Spezzano       | 3-1 | 25-20, 25-9, 18-25, 25-14  |
| 04-01                         | Reggio Emilia-Bergamo | 0-3 | 26-28, 17-25, 24-26        |
| 04-01                         | Forlì-Perugia         | 1-3 | 25-19, 28-30, 14-25, 25-27 |
| 05-01                         | Jesi-Vicenza          | 3-0 | 25-11, 25-20, 25-14        |

| Trettonde omgången            |                       |     |                                   |
|                               |                       |     |                                   |
| Lag som inte spelade: Bergamo |                       |     |                                   |
| 12-01                         | Vicenza-Modena        | 2-3 | 22-25, 32-30, 33-31, 18-25, 13-15 |
| 12-01                         | Palermo-Novara        | 0-3 | 18-25, 20-25, 20-25               |
| 12-01                         | Perugia-Reggio Emilia | 3-2 | 19-25, 21-25, 25-21, 26-24, 15-12 |
| 12-01                         | Ravenna-Forlì         | 0-3 | 21-25, 22-25, 21-25               |
| 11-01                         | Spezzano-Jesi         | 0-3 | 17-25, 17-25, 19-25               |

| Fjortonde omgången             |                       |     |                                   |
|                                |                       |     |                                   |
| Lag som inte spelade: Spezzano |                       |     |                                   |
| 19-01                          | Novara-Perugia        | 2-3 | 27-25, 20-25, 16-25, 25-14, 13-15 |
| 19-01                          | Jesi-Bergamo          | 2-3 | 25-18, 20-25, 25-23, 22-25, 9-15  |
| 19-01                          | Ravenna-Palermo       | 3-0 | 25-22, 25-17, 25-16               |
| 18-01                          | Forlì-Modena          | 3-0 | 29-27, 25-13, 25-14               |
| 19-01                          | Reggio Emilia-Vicenza | 0-3 | 22-25, 25-27, 19-25               |

| Femtonde omgången          |                       |     |                                   |
|                            |                       |     |                                   |
| Lag som inte spelade: Jesi |                       |     |                                   |
| 25-01                      | Modena-Novara         | 3-2 | 25-22, 18-25, 25-20, 25-27, 15-12 |
| 26-01                      | Perugia-Spezzano      | 3-0 | 25-14, 25-20, 26-24               |
| 26-01                      | Vicenza-Palermo       | 3-0 | 25-13, 25-14, 25-18               |
| 26-01                      | Bergamo-Forlì         | 3-0 | 25-21, 28-26, 26-24               |
| 26-01                      | Reggio Emilia-Ravenna | 2-3 | 22-25, 25-23, 24-26, 25-19, 9-15  |

| Sextonde omgången           |                    |     |                                   |
|                             |                    |     |                                   |
| Lag som inte spelade: Forlì |                    |     |                                   |
| 01-02                       | Bergamo-Novara     | 3-2 | 26-28, 25-22, 25-21, 25-27, 15-9  |
| 02-02                       | Palermo-Perugia    | 0-3 | 23-25, 17-25, 11-25               |
| 02-02                       | Spezzano-Vicenza   | 1-3 | 24-26, 17-25, 28-26, 17-25        |
| 02-02                       | Modena-Ravenna     | 3-1 | 25-21, 25-17, 20-25, 25-17        |
| 02-02                       | Jesi-Reggio Emilia | 3-2 | 18-25, 25-17, 23-25, 25-20, 15-12 |

| Sjuttonde omgången            |                        |     |                                   |
|                               |                        |     |                                   |
| Lag som inte spelade: Palermo |                        |     |                                   |
| 09-02                         | Novara-Vicenza         | 3-0 | 28-26, 25-13, 26-24               |
| 09-02                         | Perugia-Modena         | 2-3 | 25-23, 20-25, 25-22, 23-25, 11-15 |
| 08-02                         | Ravenna-Bergamo        | 3-1 | 25-22, 13-25, 25-21, 25-20        |
| 09-02                         | Forlì-Jesi             | 0-3 | 24-26, 21-25, 23-25               |
| 09-02                         | Reggio Emilia-Spezzano | 1-3 | 25-21, 23-25, 13-25, 24-26        |

| Artonde omgången             |                      |     |                            |
|                              |                      |     |                            |
| Lag som inte spelade: Modena |                      |     |                            |
| 16-02                        | Vicenza-Perugia      | 0-3 | 20-25, 21-25, 22-25        |
| 16-02                        | Novara-Reggio Emilia | 3-0 | 25-17, 25-18, 25-18        |
| 16-02                        | Palermo-Bergamo      | 0-3 | 17-25, 16-25, 17-25        |
| 16-02                        | Jesi-Ravenna         | 3-0 | 25-16, 25-15, 25-17        |
| 14-02                        | Spezzano-Forlì       | 1-3 | 22-25, 25-22, 18-25, 23-25 |

| Nittonde omgången             |                       |     |                                   |
|                               |                       |     |                                   |
| Lag som inte spelade: Perugia |                       |     |                                   |
| 02-03                         | Ravenna-Novara        | 1-3 | 19-25, 14-25, 25-23, 22-25        |
| 02-03                         | Bergamo-Spezzano      | 2-3 | 17-25, 28-30, 25-15, 25-17, 13-15 |
| 01-03                         | Jesi-Modena           | 2-3 | 23-25, 25-21, 14-25, 25-16, 13-15 |
| 02-03                         | Forlì-Vicenza         | 3-0 | 25-17, 26-24, 25-20               |
| 02-03                         | Reggio Emilia-palermo | 3-0 | 25-18, 25-19, 25-18               |

| Tjugonde omgången            |                      |     |                                   |
|                              |                      |     |                                   |
| Lag som inte spelade: Novara |                      |     |                                   |
| 09-03                        | Vicenza-Bergamo      | 3-0 | 28-26, 25-22, 26-24               |
| 04-03                        | Perugia-Jesi         | 2-3 | 23-25, 25-18, 18-25, 25-19, 12-15 |
| 09-03                        | Spezzano-Ravenna     | 2-3 | 23-25, 19-25, 25-13, 25-17, 10-15 |
| 09-03                        | Modena-Reggio Emilia | 3-1 | 25-22, 22-25, 25-22, 25-18        |
| 09-03                        | Palermo-Forlì        | 0-3 | 19-25, 11-25, 16-25               |

| Tjugoförsta omgången          |                     |     |                                   |
|                               |                     |     |                                   |
| Lag som inte spelade: Vicenza |                     |     |                                   |
| 11-03                         | Bergamo-Modena      | 2-3 | 23-25, 23-25, 25-19, 25-16, 13-15 |
| 16-03                         | Spezzano-Palermo    | 3-1 | 25-8, 21-25, 25-20, 25-15         |
| 16-03                         | Ravenna-Perugia     | 1-3 | 26-28, 25-23, 17-25, 16-25        |
| 16-03                         | Jesi-Novara         | 3-1 | 31-29, 19-25, 25-21, 25-17        |
| 16-03                         | Forlì-Reggio Emilia | 3-2 | 22-25, 25-21, 15-25, 25-23, 15-11 |

| Tjugoandra omgången                 |                 |     |                            |
|                                     |                 |     |                            |
| Lag som inte spelade: Reggio Emilia |                 |     |                            |
| 22-03                               | Perugia-Bergamo | 3-0 | 25-17, 25-22, 25-21        |
| 23-03                               | Modena-Spezzano | 3-0 | 25-21, 25-23, 25-16        |
| 23-03                               | Palermo-Jesi    | 0-3 | 18-25, 17-25, 13-25        |
| 23-03                               | Vicenza-Ravenna | 3-1 | 19-25, 25-20, 25-21, 25-15 |
| 23-03                               | Novara-Forlì    | 3-0 | 25-17, 25-15, 25-18        |

#### Sluttabell
| Pos. | Lag                       | Pt                           | M                            | V                            | F                            | SV                           | SF                           | Kvot                         | PV                           | PF                           | Kvot                         |
| ---- | ------------------------- | ---------------------------- | ---------------------------- | ---------------------------- | ---------------------------- | ---------------------------- | ---------------------------- | ---------------------------- | ---------------------------- | ---------------------------- | ---------------------------- |
| 1.   | Pallavolo Sirio Perugia   | 48                           | 20                           | 15                           | 5                            | 55                           | 21                           | 2.619                        | 1763                         | 1534                         | 1.149                        |
| 2.   | Giannino Pieralisi Volley | 47                           | 20                           | 15                           | 5                            | 55                           | 24                           | 2.291                        | 1786                         | 1607                         | 1.111                        |
| 3.   | AGIL Volley               | 44                           | 20                           | 15                           | 5                            | 52                           | 27                           | 1.925                        | 1822                         | 1620                         | 1.124                        |
| 4.   | Volley Modena             | 42                           | 20                           | 16                           | 4                            | 50                           | 29                           | 1.724                        | 1791                         | 1651                         | 1.084                        |
| 5.   | Volley Bergamo            | 39                           | 20                           | 13                           | 7                            | 48                           | 30                           | 1.600                        | 1777                         | 1621                         | 1.096                        |
| 6.   | Vicenza Volley            | 26                           | 20                           | 9                            | 11                           | 33                           | 40                           | 0.825                        | 1621                         | 1648                         | 0.983                        |
| 7.   | Volley 2002 Forlì         | 25                           | 20                           | 9                            | 11                           | 33                           | 41                           | 0.804                        | 1643                         | 1674                         | 0.981                        |
| 8.   | Volley 2000 Spezzano      | 21                           | 20                           | 7                            | 13                           | 31                           | 48                           | 0.645                        | 1678                         | 1768                         | 0.949                        |
| 9.   | Olimpia Ravenna           | 18                           | 20                           | 7                            | 13                           | 29                           | 48                           | 0.604                        | 1614                         | 1791                         | 0.901                        |
| 10.  | Pallavolo Reggio Emilia   | 15                           | 20                           | 3                            | 17                           | 23                           | 53                           | 0.433                        | 1570                         | 1739                         | 0.902                        |
| 11.  | Pallavolo Palermo         | 5                            | 20                           | 1                            | 19                           | 10                           | 58                           | 0.172                        | 1235                         | 1647                         | 0.749                        |
| -    | Romanelli Volley          | Drog sig ur 21 februari 2003 | Drog sig ur 21 februari 2003 | Drog sig ur 21 februari 2003 | Drog sig ur 21 februari 2003 | Drog sig ur 21 februari 2003 | Drog sig ur 21 februari 2003 | Drog sig ur 21 februari 2003 | Drog sig ur 21 februari 2003 | Drog sig ur 21 februari 2003 | Drog sig ur 21 februari 2003 |

| Kvalificerade för slutspel | Nerflyttade till Serie A2 |

### Slutspel

#### Spelschema
|  | Kvartsfinaler | Kvartsfinaler             | Kvartsfinaler             | Kvartsfinaler             | Kvartsfinaler | Kvartsfinaler | Kvartsfinaler           |                         |                         | Semifinaler | Semifinaler | Semifinaler | Semifinaler | Semifinaler | Semifinaler | Semifinaler |  |  | Final | Final | Final | Final | Final | Final | Final |  |
|  |               |                           |                           |                           |               |               |                         |                         |                         |             |             |             |             |             |             |             |  |  |       |       |       |       |       |       |       |  |
|  | 1             | Pallavolo Sirio Perugia   | 3                         | 3                         | 3             |               |                         |                         |                         |             |             |             |             |             |             |             |  |  |       |       |       |       |       |       |       |  |
|  | 1             | Pallavolo Sirio Perugia   | 3                         | 3                         | 3             |               |                         |                         |                         |             |             |             |             |             |             |             |  |  |       |       |       |       |       |       |       |  |
|  | 8             | Volley 2000 Spezzano      | 1                         | 0                         | 0             |               |                         |                         |                         |             |             |             |             |             |             |             |  |  |       |       |       |       |       |       |       |  |
|  | 8             | Volley 2000 Spezzano      | 1                         | 0                         | 0             |               | Pallavolo Sirio Perugia | Pallavolo Sirio Perugia | 3                       | 3           | 3           |             |             |             |             |             |  |  |       |       |       |       |       |       |       |  |
|  |               |                           |                           |                           |               |               |                         | Pallavolo Sirio Perugia | 3                       | 3           | 3           |             |             |             |             |             |  |  |       |       |       |       |       |       |       |  |
|  |               |                           | Volley Bergamo            | Volley Bergamo            | 1             | 1             | 1                       |                         |                         |             |             |             |             |             |             |             |  |  |       |       |       |       |       |       |       |  |
|  | 5             | Volley Bergamo            | Volley Bergamo            | Volley Bergamo            | 1             | 1             | 1                       | 3                       | 3                       | 1           | 3           |             |             |             |             |             |  |  |       |       |       |       |       |       |       |  |
|  | 5             | Volley Bergamo            |                           |                           |               |               |                         |                         |                         |             |             |             |             |             |             |             |  |  |       |       |       |       |       |       |       |  |
|  | 4             | Volley Modena             | 0                         | 2                         | 3             | 1             |                         |                         |                         |             |             |             |             |             |             |             |  |  |       |       |       |       |       |       |       |  |
|  | 4             | Volley Modena             | 0                         | 2                         | 3             | 1             |                         | Pallavolo Sirio Perugia | Pallavolo Sirio Perugia | 3           | 3           | 2           | 3           |             |             |             |  |  |       |       |       |       |       |       |       |  |
|  |               |                           |                           |                           |               |               |                         |                         |                         |             |             |             |             |             |             |             |  |  |       |       |       |       |       |       |       |  |
|  |               |                           | AGIL Volley               | AGIL Volley               | 0             | 0             | 3                       | 2                       |                         |             |             |             |             |             |             |             |  |  |       |       |       |       |       |       |       |  |
|  | 3             | AGIL Volley               | AGIL Volley               | AGIL Volley               | 0             | 0             | 3                       | 2                       | 3                       | 3           | 3           |             |             |             |             |             |  |  |       |       |       |       |       |       |       |  |
|  | 3             | AGIL Volley               |                           |                           |               |               |                         |                         |                         |             |             |             |             |             |             |             |  |  |       |       |       |       |       |       |       |  |
|  | 6             | Vicenza Volley            | 1                         | 1                         | 2             |               |                         |                         |                         |             |             |             |             |             |             |             |  |  |       |       |       |       |       |       |       |  |
|  | 6             | Vicenza Volley            | 1                         | 1                         | 2             |               | AGIL Volley             | AGIL Volley             | 3                       | 1           | 3           | 3           |             |             |             |             |  |  |       |       |       |       |       |       |       |  |
|  |               |                           |                           |                           |               |               |                         | AGIL Volley             | 3                       | 1           | 3           | 3           |             |             |             |             |  |  |       |       |       |       |       |       |       |  |
|  |               |                           | Giannino Pieralisi Volley | Giannino Pieralisi Volley | 1             | 3             | 2                       | 1                       |                         |             |             |             |             |             |             |             |  |  |       |       |       |       |       |       |       |  |
|  | 7             | Volley 2002 Forlì         | Giannino Pieralisi Volley | Giannino Pieralisi Volley | 1             | 3             | 2                       | 1                       | 2                       | 0           | 0           |             |             |             |             |             |  |  |       |       |       |       |       |       |       |  |
|  | 7             | Volley 2002 Forlì         |                           |                           |               |               |                         |                         |                         |             |             |             |             |             |             |             |  |  |       |       |       |       |       |       |       |  |
|  | 2             | Giannino Pieralisi Volley | 3                         | 3                         | 3             |               |                         |                         |                         |             |             |             |             |             |             |             |  |  |       |       |       |       |       |       |       |  |

#### Resultat[3]
| Kvartsfinaler |                  |     |                                  |
|               |                  |     |                                  |
| 26-03         | Spezzano-Perugia | 1-3 | 20-25, 13-25, 25-21, 17-25       |
| 26-03         | Bergamo-Modena   | 3-0 | 25-19, 25-23, 25-17              |
| 26-03         | Forlì-Jesi       | 2-3 | 25-18, 25-19, 18-25, 29-31, 9-15 |
| 26-03         | Vicenza-Novara   | 1-3 | 20-25, 26-24, 32-34, 10-25       |

| 29-03 | Perugia-Spezzano | 3-0 | 25-22, 25-16, 25-21               |
| 30-03 | Modena-Bergamo   | 2-3 | 23-25, 25-11, 15-25, 25-21, 13-15 |
| 30-03 | Jesi-Forlì       | 3-0 | 25-22, 25-15, 25-23               |
| 30-03 | Novara-Vicenza   | 3-1 | 16-25, 25-22, 25-21, 25-16        |

| 02-04 | Perugia-Spezzano | 3-0 | 28-26, 25-18, 25-21               |
| 03-04 | Modena-Bergamo   | 3-1 | 25-20, 25-20, 21-25, 25-19        |
| 02-04 | Jesi-Forlì       | 3-2 | 26-24, 24-26, 14-25, 25-23, 15-10 |
| 02-04 | Novara-Vicenza   | 3-2 | 22-25, 23-25, 27-25, 25-20, 15-10 |

| 06-04 | Bergamo-Modena | 3-1 | 19-25, 25-22, 25-19, 27-25 |

| Semifinaler |                 |     |                            |
|             |                 |     |                            |
| 12-04       | Bergamo-Perugia | 1-3 | 24-26, 18-25, 25-18, 21-25 |
| 12-04       | Novara-Jesi     | 3-1 | 21-25, 25-20, 26-24, 26-24 |

| 15-04 | Perugia-Bergamo | 3-1 | 25-11, 33-35, 25-15, 25-22 |
| 15-04 | Jesi-Novara     | 3-1 | 25-23, 25-23, 23-25, 25-18 |

| 19-04 | Perugia-Bergamo | 3-1 | 25-16, 21-25, 25-23, 25-20        |
| 19-04 | Jesi-Novara     | 2-3 | 22-25, 25-19, 25-21, 22-25, 10-15 |

| 24-04 | Novara-Jesi | 3-1 | 19-25, 25-23, 25-17, 25-19 |

| Final |                |     |                                   |
|       |                |     |                                   |
| 30-05 | Novara-Perugia | 0-3 | 22-25, 22-25, 22-25               |
| 03-05 | Perugia-Novara | 3-0 | 25-20, 25-21, 25-21               |
| 06-05 | Perugia-Novara | 2-3 | 15-25, 19-25, 25-22, 25-16, 18-20 |
| 11-05 | Novara-Perugia | 2-3 | 25-22, 21-25, 25-16, 21-25, 15-17 |

## Resultat för deltagande i andra turneringar
| Klubb                     | Vidare till                         |
| ------------------------- | ----------------------------------- |
| Pallavolo Sirio Perugia   | European Champions League 2003–2004 |
| AGIL Volley               | European Champions League 2003–2004 |
| Giannino Pieralisi Volley | CEV Cup 2003–2004                   |
| Volley Bergamo            | CEV Cup 2003–2004                   |
| Volley Modena             | CEV Cup 2003–2004                   |
| Pallavolo Palermo         | Serie A2 2003–2004                  |

## Statistik[4]
| Vunna poäng | Vunna poäng       | Vunna poäng | Vunna poäng               |
| Pos.        | Namn              | Poäng       | Lag                       |
| ----------- | ----------------- | ----------- | ------------------------- |
| 1           | Taismary Agüero   | 422         | Pallavolo Sirio Perugia   |
| 2           | Tat'jana Men'šova | 400         | Volley 2000 Spezzano      |
| 3           | Ljubov' Sokolova  | 379         | Volley Bergamo            |
| 4           | Angelina Grün     | 371         | Volley Modena             |
| 5           | Virginie De Carne | 351         | AGIL Volley               |
| 6           | Vania Beccaria    | 341         | Olimpia Ravenna           |
| 7           | Małgorzata Glinka | 325         | Vicenza Volley            |
| 8           | Cristina Pîrv     | 312         | AGIL Volley               |
| 9           | Elisa Togut       | 309         | Giannino Pieralisi Volley |
| 10          | Simona Rinieri    | 301         | Volley 2002 Forlì         |

| Vunna attacker | Vunna attacker    | Vunna attacker | Vunna attacker            |
| Pos.           | Namn              | Poäng          | Lag                       |
| -------------- | ----------------- | -------------- | ------------------------- |
| 1              | Taismary Agüero   | 353            | Pallavolo Sirio Perugia   |
| 2              | Tat'jana Men'šova | 340            | Volley 2000 Spezzano      |
| 3              | Ljubov' Sokolova  | 322            | Volley Bergamo            |
| 4              | Angelina Grün     | 314            | Volley Modena             |
| 5              | Vania Beccaria    | 296            | Olimpia Ravenna           |
| 6              | Małgorzata Glinka | 287            | Vicenza Volley            |
| 7              | Virginie De Carne | 285            | AGIL Volley               |
| 8              | Simona Rinieri    | 269            | Volley 2002 Forlì         |
| 9              | Cristina Pîrv     | 267            | AGIL Volley               |
| 10             | Prikeba Phipps    | 259            | Giannino Pieralisi Volley |

| Vunna block | Vunna block              | Vunna block | Vunna block               |
| Pos.        | Namn                     | Poäng       | Lag                       |
| ----------- | ------------------------ | ----------- | ------------------------- |
| 1           | Manuela Leggeri          | 87          | Giannino Pieralisi Volley |
| 2           | Maja Poljak              | 70          | Vicenza Volley            |
| 3           | Simona Gioli             | 66          | Pallavolo Sirio Perugia   |
| 4           | Déia Chagas              | 64          | Vicenza Volley            |
| 4           | Elisa Galastri           | 64          | Volley 2002 Forlì         |
| 6           | Paola Paggi              | 57          | Volley Bergamo            |
| 7           | Irina Donets             | 56          | Olimpia Ravenna           |
| 8           | Mirka Frankrike          | 54          | Pallavolo Sirio Perugia   |
| 9           | Heather Bown             | 46          | Volley Bergamo            |
| 10          | Gabriela Pérez del Solar | 45          | Olimpia Ravenna           |

| Serveess | Serveess            | Serveess | Serveess                  |
| Pos.     | Namn                | Poäng    | Lag                       |
| -------- | ------------------- | -------- | ------------------------- |
| 1        | Virginie de Carne   | 49       | AGIL Volley               |
| 2        | Taismary Agüero     | 40       | Pallavolo Sirio Perugia   |
| 3        | Ljubov' Sokolova    | 35       | Volley Bergamo            |
| 4        | Tat'jana Men'šova   | 28       | Volley 2000 Spezzano      |
| 5        | Cristina Pîrv       | 25       | AGIL Volley               |
| 6        | Rachele Sangiuliano | 21       | Volley 2002 Forlì         |
| 6        | Angelina Grün       | 21       | Volley Modena             |
| 8        | Elisa Togut         | 20       | Giannino Pieralisi Volley |
| 9        | Barbara De Luca     | 19       | Vicenza Volley            |
| 9        | Qui He              | 19       | AGIL Volley               |

| Perfekta mottagningar | Perfekta mottagningar | Perfekta mottagningar | Perfekta mottagningar   |
| Pos.                  | Namn                  | Poäng                 | Lag                     |
| --------------------- | --------------------- | --------------------- | ----------------------- |
| 1                     | Emanuela Pernici      | 334                   | Volley Modena           |
| 2                     | Stacy Sykora          | 281                   | Olimpia Ravenna         |
| 3                     | Cristina Pîrv         | 254                   | AGIL Volley             |
| 4                     | Ramona Puerari        | 250                   | Volley 2002 Forlì       |
| 5                     | Dorota Świeniewicz    | 248                   | Pallavolo Sirio Perugia |
| 5                     | Simona Rinieri        | 248                   | Volley 2002 Forlì       |
| 7                     | Ana Paula De Tassis   | 245                   | Olimpia Ravenna         |
| 8                     | Paola Cardullo        | 241                   | AGIL Volley             |
| 9                     | Isabella Zilio        | 239                   | Vicenza Volley          |
| 9                     | Ljubov' Sokolova      | 239                   | Volley Bergamo          |

OBS: Uppgifterna gäller enbart grundserien